# Euploea proserpina
Euploea proserpina är en fjärilsart som beskrevs av Butler 1866. Euploea proserpina ingår i släktet Euploea och familjen praktfjärilar. Inga underarter finns listade i Catalogue of Life.